# 富林镇 (汉源县)
富林镇，是中华人民共和国四川省雅安市汉源县下辖的一个乡镇级行政单位。

## 行政区划
富林镇下辖以下地区：
饮泉路社区、西园社区、流沙河社区、广源村、附城村、农政村、民建村、麦地村和鸣鹿村。